# Pletiu del Querolar
El Pletiu del Querolar, o Pletiu del Querolà, és un pletiu del terme municipal de Conca de Dalt, a l'antic terme d'Hortoneda de la Conca, al Pallars Jussà, en territori que havia estat de l'antiga caseria dels Masos de la Coma.
Està situat a la banda oriental de la Coma d'Orient, a la dreta del barranc de la Coma d'Orient, en el lloc on hi havia la Borda del Querolar.